# ヴィレル・ボカージュの戦い
ヴィレル・ボカージュの戦い（英: Battle of Villers-Bocage）は、第二次世界大戦中の1944年6月13日、フランスのカーン南方の村、ヴィレル・ボカージュで行われたイギリス軍とドイツ軍の戦闘。イギリス陸軍第7機甲師団の先鋒とドイツ軍第101SS重戦車大隊および装甲教導師団が衝突し、ドイツ軍が勝利した。特に第101SS重戦車大隊第2中隊長ミハエル・ヴィットマンの活躍は名高い。

## 背景
1944年6月6日、ノルマンディー上陸作戦が発動された。フランスに上陸を果たした連合軍は、順次内陸部への侵攻を開始。連合軍の作戦計画では、早期に確保すべき重要拠点がいくつかあり、カーンはその一つであった。しかしながら、カーン前面ではドイツ軍の装甲教導師団らが強固な戦線を形成しており、正面からの攻撃は多大な損害が予想された。この方面を担当するイギリス軍第21軍集団司令官バーナード・モントゴメリーは、北アフリカ戦線で活躍し、「デザート・ラッツ」（砂漠の鼠）と称された精鋭の第7機甲師団に装甲教導師団の側面を迂回させ、カーン市を攻撃することを狙った。この作戦は「パーチ作戦」と命名された。
D-デイの3ヶ月前、ベルギーで第1SS装甲師団の第1SS装甲連隊・第13中隊は第101SS重戦車大隊に合流していた。この大隊はティーガーI戦車を中核に編成され、その打撃力で「火消し部隊」としての役割を期待されていた。大隊長はハインツ・フォン・ヴェステルンハーゲンSS少佐が務め、彼の麾下には、東部戦線で戦車100輌を撃破したミハエル・ヴィットマンSS中尉を始めとして、バルタザール・ヴォル、ヘルムート・ヴェンドルフ、カール・メビウス、ユルゲン・ブラントら戦車兵のエースが多数配属されていた。
D-デイの時点で、第101SS重戦車大隊はフランス北部のピカルディ近郊に駐屯しており、迎撃のためにノルマンディーへ向かうよう命令を受けた。制空権が連合軍に握られているため輸送列車が使用できず、自力走行でノルマンディーへ向かうことを余儀なくされた。目立たぬように中隊ごとに分進したが、連合軍の航空攻撃によって少なからぬ車両を喪失した。6月12日にはヴィレル・ボカージュの北東に第2中隊が到着、第1中隊はさらに北側に位置していた。
6月13日午前8時、N175街道を進軍していた第7機甲師団の先鋒（旅団規模部隊）が、途上のヴィレル・ボカージュを占領、一時停止して休息に入った。もっとも近くにいた第101SS重戦車大隊第2中隊は、偵察によってこれを察知していた。ただし、おそらくこの時点では、中隊長ヴィットマンはまだ敵が大部隊と知らず、小規模な先行部隊と考えていたと思われる。そのため、彼は偵察（一種の将校斥候）を兼ねて、単独で出撃することとした。

## 両軍の戦力
イギリス軍
- 第7機甲師団（英語版）
  - 第8キングス・ロイヤル・アイリッシュ軽騎兵連隊（8th King's Royal Irish Hussars）
  - 第4ロンドン義勇騎兵連隊（4th County of London Yeomanry） - ヴィレル・ボカージュの占領を担当した。交戦時、A中隊は高地213(point 213)に、司令部ならびにB中隊、C中隊は市街区に、D中隊は市街の出口にそれぞれ位置していた。
  - 第7クイーンズ・ロイヤル連隊第1大隊（1/7th Bn Queen's Royal Regiment） - 市街区には入らず、市街西側のN175街道上で休息をとっていた。
  - 第5王立戦車連隊（5th Royal Tank Regiment） - 市街区には入らず、市街西側のN175街道上で休息をとっていた。
  - 第5王立騎馬砲兵連隊（5th Royal Horse Artillery） - 第4ロンドン義勇騎兵連隊とともにヴィレル・ボカージュの占領を担当。対戦車砲および自走砲が分散して配置された。
  - 第1ライフル旅団（1st Rifle Brigade） - 中隊規模の歩兵が第5王立戦車連隊に組み込まれていた。

ドイツ軍
- 第101SS重戦車大隊（Schwere-SS-Panzer-Abteilung .101）
  - 第2中隊 - ミヒャエル・ヴィットマン麾下のティーガーI戦車5輌。早朝には高地213の北東に位置していた。単独で先行出撃したヴィットマンは、ヴィレル・ボカージュの南方へ回り込んでいた。
  - 第1中隊 - カール・メビウス麾下のティーガーI戦車6輌。増援として参加。
- 装甲教導師団（Panzer-Lehr-Division） - IV号戦車14輌。救援要請を受け、増援として参加。

## 初期機動
第2中隊長ヴィットマンは単独で先行出撃することとしたが、彼自身の205号車は不調のため、222号車（212又は231号車の説あり・212、231は当時作戦可能ではなかったとも言われる）に乗り込み、長年の僚友であるバルタザール・ヴォルを砲手に呼んだ（ヴィットマンが212号車に乗車した場合、212号車の本来の戦車長であるヴォルが砲手にスライドしたこととなるが、ヴォルは戦闘に参加していないという説もある）。
単独で出撃したヴィットマンは、市街の南方に回りこんだ。イギリス軍の隊列を分断し、中隊の他の戦車と挟撃するのが彼の作戦であった。このため、中隊の他の戦車はヴィットマンの交戦開始と同時に高地213へ攻撃をかける予定であった。

## 戦闘経過

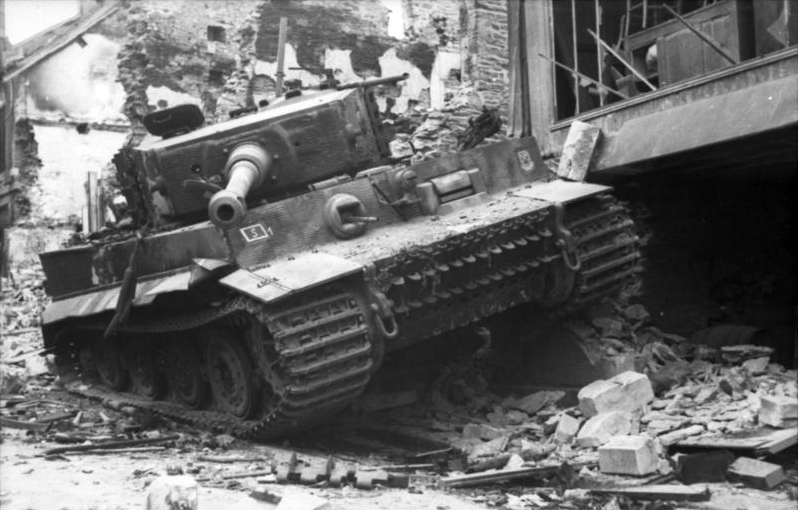
ヴィレル・ボカージュにおける、第101SS重戦車大隊のティーガーI戦車。ヴィットマンSS中尉の乗車であったとされる。（1944年6月）

午前9時、ヴィットマンのティーガーは攻撃を開始した。ヴィレル・ボカージュの南側からボカージュ（ノルマンディー地方独特の生垣）を乗り越えて奇襲をかけ、攻撃開始と同時に3輌の戦車（シャーマン ファイアフライ 1輌、クロムウェル戦車2輌）を撃破した。ライフル銃兵と装甲車が反撃したが、静止させることはできなかった。その後、東方の高地213方面へボカージュを遮蔽物としながら向かいつつ、街道上の車列を攻撃、9台の半装軌車、4輌のカーデン・ロイド・キャリア、2門の6ポンド対戦車砲を撃破した。さらに進んで3輌のスチュアート軽戦車、1台のハーフトラックを撃破、レモニア農場(Lemonnier farm)付近でクロムウェル戦車4輌の内3輌を撃破した（高地213へは向かわずに攻撃したという説もある。この場合、高地213を攻撃した第2中隊とは合流せずに市街地へ突入したことになる）。（15分足らずで、計13-14両の戦車、2門の対戦車砲、13-15両の輸送車両が第二中隊に撃破され、その多くはヴィットマンによるものだった。）
午前10時、高地213では第2中隊の他の戦車が第4ロンドン義勇騎兵連隊A中隊に攻撃を仕掛けていた。イギリス軍は第1/第7クイーンズ・ロイヤル連隊および第5王立戦車連隊にヴィレル・ボカージュへの突入を命令した。高地213の第4連隊A中隊をおおむね壊滅させたヴィットマンと第2中隊は、合流してヴィレル・ボカージュへ向かった。壊滅状態になったA中隊は、正午に合流したメビウスの第1中隊に包囲され降伏した。
市街地に入ったところで、ヴィットマンは2輌のシャーマン戦車（第5王立戦車連隊の指揮車）と1台のスカウトカー、1台のハーフトラックを撃破した。さらに市街中心部へ進んだところで、第4ロンドン義勇騎兵連隊B中隊のシャーマン・ファイアフライ（ロックウッド軍曹乗車）による攻撃を受けた。ティーガーIの装甲はこれに耐え、ヴィットマンは反転しつつ反撃した。そこへディアス大尉のクロムウェル戦車による攻撃を受けたので、ヴィットマンは市街から抜け出そうと後退した。しかし、建物の中に潜んでいたイギリス軍の6ポンド対戦車砲による攻撃を側面に受け、ティーガーが行動不能となり、ヴィットマンと乗員たちは脱出した。
ヴィットマンと乗員は7km離れた装甲教導師団の司令部まで歩いた。支援要請を受けて、第130戦車教導連隊第2大隊指揮官ヘルムート・リトゲン大尉はIV号戦車15輌でヴィレル・ボカージュへ向かった。途中、装甲教導師団司令官のフリッツ・バイエルラインと合流しヴィレル・ボカージュからティリーへの道路封鎖を命じられた。しかしヴィレル・ボカージュの西で、イギリス軍の全周防御陣地に遭遇した。
ヴィットマンはシュヴィムワーゲンで高地213にいる第1中隊のもとへ向かい、ロルフ・メビウスにヴィレル・ボカージュへ突入するよう依頼した。メビウスの第1中隊は装甲教導師団のレクス大尉の指揮するIV号戦車14輌と共に、市街へ突入しイギリス軍と交戦した。この時点でイギリス軍は迎撃態勢を整えており、激しい抵抗を受けた。第1/第7クイーンズ・ロイヤル連隊によって3輌のティーガー戦車が撃破されたが、1輌は後に修理された。
午後4時、ヴィレル・ボカージュにドイツ第2戦車師団の歩兵が到着。第7機甲師団先鋒の損害は多大なものであり、この新手の来援に、これ以上の抗戦は不可能と判断して撤退を開始した。翌日、イギリス空軍がヴィレル・ボカージュ付近を爆撃し、ドイツ軍も後退した。

## 結果
イギリス軍第7機甲師団の損失は以下のようなものである。
- 第8キングス・ロイヤル・アイリッシュ軽騎兵連隊(8th King's Royal Irish Hussars)―スチュアート戦車数輌。
- 第4ロンドン義勇騎兵連隊(4th County of London Yeomanry)―クロムウェル戦車8輌、シャーマン・ファイアフライ4輌、スチュアート戦車3輌、ハーフトラック1輌、スカウトカー3輌。
- 第5王立騎馬砲兵連隊(5th Royal Horse Artillery)―クロムウェル戦車4輌、シャーマン戦車1輌。
- 第1ライフル旅団(1st Rifle Brigade)―ハーフトラック9輌、ブレンガン・キャリア2輌、カーデン・ロイド・キャリア4輌。

これに加えて、多数の将校、兵員が死傷ないし捕虜となった。多大な損害を出した第4ロンドン義勇騎兵連隊は連隊長クランリー中佐（子爵）が捕虜となった。
ドイツ軍の損害は、ティーガーI戦車6輌（後に3輌が修理され復帰）、IV号戦車5輌という比較的軽微なものであった。
第7機甲師団の損害は大きく、特に機動力の要である装甲車両を多数喪失したのは致命的だった。これによって、ドイツ軍装甲教導師団の側面を迂回してカーン市を攻撃するという作戦は不可能になったのである。また、ドイツ軍の抵抗が予想以上に大きかったことから、以降バーナード・モントゴメリーは、慎重というより鈍重な作戦指導をするようになった（もともとモントゴメリーの用兵は迅速さを欠いていたが、これ以降進撃する意志があるのかどうかさえ疑わしくなった）。
ヴィットマンの戦果は上記のように目覚しいものではあるが、過大に宣伝された感は否めない。D-デイ以降、ドイツ軍が劣勢になる中で、首脳部は士気を高めるための英雄を必要としており、この戦闘とヴィットマンは格好の宣伝材料だった。このため、ヴィットマンは単独で戦車30輌以上を撃破したと発表された。しかしながら、ヴィットマンが撃破したのは27輌の「戦闘車両」であって、27輌全部が戦車ではない。彼の戦果の内訳は
- 戦車12輌（クロムウェル5輌、スチュアート3輌、シャーマン4輌）、ハーフトラック10輌、カーデン・ロイド・キャリア4輌、スカウトカー1輌。

となる。
ただし、それでもヴィットマンの戦果が大きなものであることは変わりはなく、SS第1装甲軍団司令官ヨーゼフ・ディートリヒにも高く評価された。6月22日、総統官邸に出頭したヴィットマンへ、ヴィレル・ボカージュでの功績により、柏葉剣付き騎士十字章がアドルフ・ヒトラー手ずから授与され、合わせてSS大尉に昇進した。
現在のヴィレル・ボカージュにはこの戦いを記念した「1944年6月13日通り(Boulevard du 13 juin 1944)」という名前の道路があり、グーグルマップで見ることができる。